# Droga wojewódzka 645
Die Droga wojewódzka 645 (DW 645) ist eine 39 Kilometer lange Droga wojewódzka (Woiwodschaftsstraße) in der polnischen Woiwodschaft Podlachien und der Woiwodschaft Masowien, die Łomża  mit Myszyniec verbindet. Sie liegt im Powiat Łomżyński und im Powiat Ostrołęcki.

## Straßenverlauf
Woiwodschaft Podlachien, Kreisfreie Stadt
-  Kreisverkehr, Łomża (Lomscha) (DK 63)
-  Łomża (Lomscha) (DW 677)
-  Łomża (Lomscha) (DK 61)

Woiwodschaft Podlachien, Powiat Łomżyński
-  Nowogród (Lomscha) (DW 648)
-  Brücke, Nowogród (Narew)
-  Morgowniki (DW 648)

Woiwodschaft Masowien, Powiat Ostrołęcki
-  Dęby(DW 647)
-  Myszyniec (DK 53)
-  Myszyniec (DK 614)